# Joketro
Joketro is een bestuurslaag in het regentschap Magetan van de provincie Oost-Java, Indonesië. Joketro telt 2209 inwoners (volkstelling 2010).